# Karl Konan
Karl Konan, född 3 juni 1995 i Cocody i Elfenbenskusten, är en fransk handbollsspelare som spelar för Montpellier HB och det franska landslaget. Han är högerhänt och spelar som vänsternia eller mittsexa.